# Carapintadas

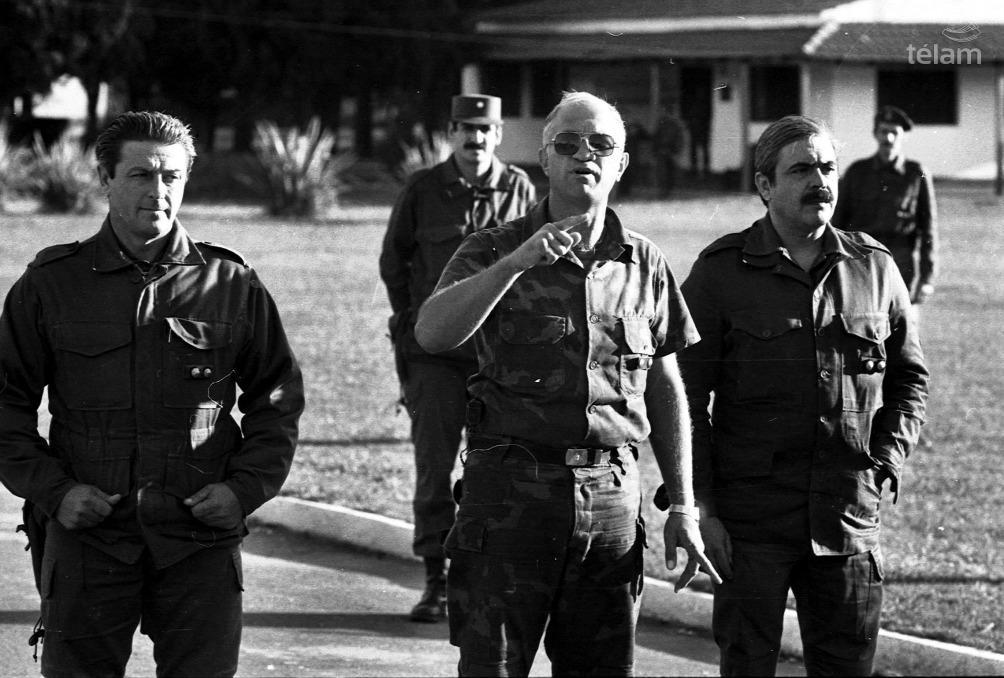

 (octobre 2008).
Les Carapintadas (en espagnol : « visages peints » parce qu’ils se noircissaient le visage) étaient un groupe de militaires argentins d'extrême droite qui se sont soulevés à plusieurs reprises entre 1987 et 1990 sous la présidence de Raúl Alfonsín puis de Carlos Menem, dans des tentatives infructueuses de putsch contre le régime civil et afin de forcer l'État à abandonner toute velléité de poursuites judiciaires contre les militaires impliqués dans des violations des droits de l'homme lors de la « guerre sale » des années 1970.

## Contexte
La loi d'amnistie dite de « Point final » est votée en décembre 1986, dans un contexte de protestations venant de l'armée contre les poursuites envisagées par la justice pour les crimes commis lors de la dictature (1976-1983).
Cette loi fixait à 60 jours le délai, pour les victimes de la « guerre sale », pour porter plainte contre des membres de l’armée et de la police accusés de violations des droits de l'homme.

## Tentative de coup d’État de 1987
En avril 1987, un groupe d’élite des commandos mené par le lieutenant-colonel Aldo Rico organisa les soulèvements de plusieurs casernes (dont l’école d’infanterie du Campo de Mayo, dans la banlieue de Buenos Aires), réclamant l’abandon des poursuites contre ceux qui n’avaient pu bénéficier d’une amnistie. Aldo Rico déclare vouloir porter un coup d’arrêt à la politique « antimilitariste » du « gouvernement gauchiste » de Raúl Alfonsín.
Les mutins furent tous capturés, mais seulement deux furent mis aux arrêts car les forces armées loyales au gouvernement refusèrent de réprimer la rébellion.
Le 4 juin 1987, Alfonsin fait passer la loi d'amnistie dite d'« Obéissance due », dont bénéficient notamment le capitaine Alfredo Astiz et le général Antonio Domingo Bussi.

## Soulèvements de 1988
Les Carapintadas s’insurgèrent de nouveau en janvier 1988 à Monte Caseros (province de Corrientes), toujours sous le commandement d’Aldo Rico. Ils se rendirent quelques jours plus tard et 300 d’entre eux furent cette fois-ci arrêtés.
Un autre soulèvement a eu lieu en décembre de la même année, lorsque les membres de l’unité spéciale Albatros (Agrupación Albatros, de la Marine), dirigée par le colonel Mohamed Alí Seineldín, prirent le contrôle de plusieurs casernes à Villa Martelli. Ils furent par la suite suivis par environ 1 000 hommes provenant des trois forces armées. Les mutins se rendirent quelques jours après, mais seuls Seineldín et le major Hugo Abete furent arrêtés. En outre, plusieurs des revendications des mutins furent satisfaites par le gouvernement.
En octobre 1989, le président élu Carlos Menem décréta une amnistie pour plusieurs prisonniers militaires, dont 39 emprisonnés sous la junte militaire et 164 Carapintadas.

## Mutinerie de 1990
Malgré cela, le 3 décembre 1990, Mohamed Alí Seineldín organisa une nouvelle mutinerie. Ses hommes s’emparèrent des quartiers généraux de l’armée proches de la Casa Rosada, exigèrent une purge parmi les généraux ainsi que la promotion de Seineldìn au rang de commandant de l’armée. Le gouvernement décréta alors l'état de siège pour une durée de 60 jours. 
Toutefois, le coup d’État échoua le lendemain, faisant 13 morts (des sources non officielles parlent de 23 morts), dont 5 civils, et 55 blessés. La reddition des rebelles, le 4 décembre, mit fin à l'état de siège. Seineldín fut condamné à mort tandis que treize autres militaires se voient infliger des peines allant de deux à vingt ans.
Quelques jours plus tard, Menem décréta une amnistie générale couvrant la plupart des personnes reconnues coupables de méfaits pendant la « guerre sale ». Tous les membres de la junte faisant l’objet de peines de prison pour crime contre l’humanité furent graciés.

## Épilogue
Seineldín est finalement gracié, en mai 2003, par le président Eduardo Duhalde, ainsi que sept autres Carapintadas, en même temps que Enrique Gorriarán Merlo (es), ex-membre de l'ERP guévariste et qui avait organisé, en janvier 1989, l'attaque contre le régiment de la Tablada, invoquant le besoin de résister à une tentative de coup d'État fomentée par Seineldín. 
Gustavo Breide Obeid (es), l'un des partisans de Seineldín et participants à son putsch, condamné à 7 ans de prison, a fondé en 1996 le marginal Partido Popular por la Reconstrucción. Candidat à l'élection présidentielle de 2003 et de 2007, il obtint à cette dernière 45 113 voix, soit 0,25 % des suffrages exprimés.
Les lois d'amnistie sont jugées anti-constitutionnelles par la Cour suprême argentine en 2005, ouvrant la possibilité de poursuites judiciaires contre les militaires ayant commis des crimes sous la dictature.